# United States Army War College

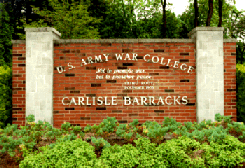
Przy wejściu do US Army War College

United States Army War College (USAWC) – uczelnia wojskowa United States Army znajdująca się w Carlisle w stanie Pensylwania, zajmująca kampus o powierzchni 2 km² na terenie dawnych koszar piechoty. Uczelnia zapewnia podyplomowy poziom nauczania zarówno dla oficerów starszych jak i osób cywilnych przygotowując do pełnienia roli przywódczej w wojsku i życiu publicznym. Co roku rada nadzorca uczelni przyjmuje podania licznych oficerów starszych (pułkowników i podpułkowników) ubiegających się o przyjęcie. Jednorazowo w dwuletnim programie uczestniczy 800 studentów, przy czym połowa z nich ma zajęcia stacjonarne, połowa zaś korzysta z programu D-learning. Po ukończeniu nauki absolwenci otrzymują stopień magistra studiów strategicznych.
Ubiegający się o przyjęcie oficerowie muszą wcześniej ukończyć U.S. Army Command and General Staff College.  Obok oficerów US Army, którzy zazwyczaj wybierają program stacjonarny, wśród studentów nie brak oficerów innych broni Sił Zbrojnych USA, osób cywilnych z instytucji rządowych, takich jak Departament Obrony, Departament Stanu czy National Security Agency, a także oficerów z innych krajów. Na przykład wśród słuchaczy rocznika 2004 znajdowało się 268 oficerów z pięciu gałęzi Sił Zbrojnych USA (zarówno służby czynnej jak i rezerwy), 30 pracowników wysokiego szczebla rządu federalnego i 42 oficerów z zagranicy.

## Historia

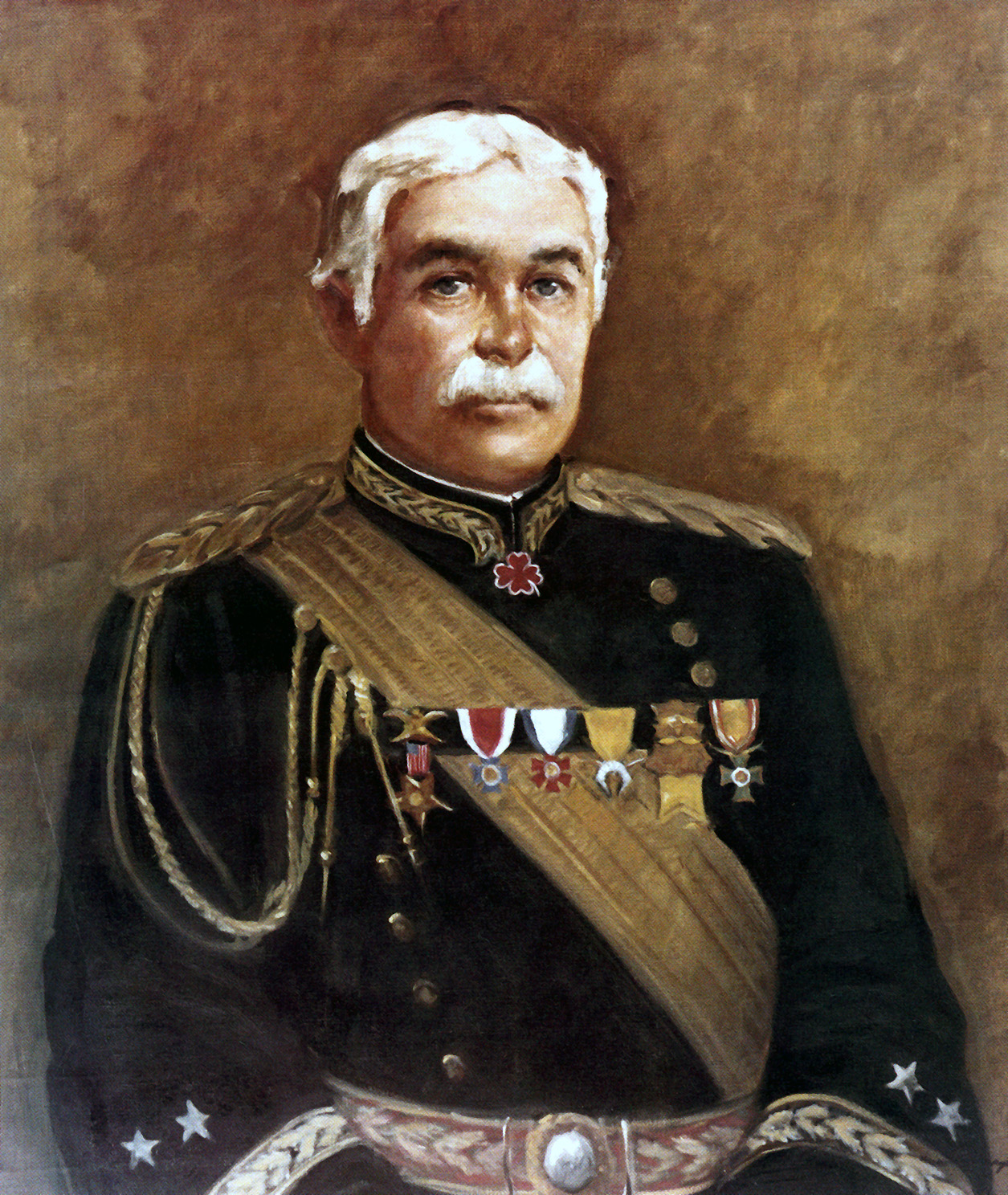
Pierwszy komendant Samuel B. Young

27 listopada 1901 roku sekretarz wojny Stanów Zjednoczonych, Elihu Root, po wyciągnięciu wniosków z doświadczeń wojny amerykańsko-hiszpańskiej, wydał Rozkaz Generalny 155, który stał się podstawą założenia uczelni. Zlokalizowano ją w koszarach waszyngtońskich — dziś noszących nazwę Fort Lesley J. McNair. Theodore Roosevelt uczestniczył 21 lutego 1903 roku w akcie wmurowania kamienia węgielnego pod pierwszy z budynków, Roosevelt Hall.
Pierwszym prezydentem/komendantem Army War College został w lipcu 1902 roku generał-major Samuel B. Young, który rok później otrzymał nominację na pierwszego szefa sztabu US Army. Studenci zjawili się na uczelni w roku 1904. 
USAWC zajmował koszary waszyngtońskie do lat czterdziestych XX wieku, kiedy to został zamknięty ze względu na toczącą się wojnę. Ponowne otwarcia dokonano w latach pięćdziesiątych, najpierw w Fort Leavenworth, a wrótce potem w obecnej siedzibie.